# Patrick Head
Sir Patrick Head (Farnborough, 5 giugno 1946) è un ingegnere britannico, cofondatore della scuderia britannica di Formula 1 Williams.

## Biografia
Socio da sempre di Frank Williams, Head è stato dal 1977 e per 25 anni direttore tecnico del team e ha portato molte innovazioni nella Formula 1. Ha supervisionato i progetti e la costruzione delle vetture Williams fino al maggio 2004, quando il suo ruolo è stato rilevato da Sam Michael. Per il suo modo spesso molto informale e schietto nell'esprimere il suo pensiero, sia con i dipendenti del team che con la stampa, è stato una figura molto popolare in Formula 1.
Patrick Head nacque tra gli sport motoristici, il padre correva per la Jaguar negli anni Cinquanta, e fu educato privatamente al Wellington College. Dopo aver lasciato la scuola si arruolò nella Royal Navy, ma ben presto si rese conto che una carriera nelle forze armate non faceva per lui e quindi si iscrisse all'università, prima a Birmingham e poi a Bournemouth. Head si laureò nel 1970 in ingegneria meccanica presso l'University College di Londra e subito collaborò alla costruzione dei telai Lola a Huntingdon. Qui instaurò un rapporto di amicizia con John Barnard, i cui progetti delle Formula 1 per McLaren, Ferrari e Benetton sarebbero poi andare a competere con la Williams.
Head fu poi partecipe di una serie di nuovi progetti attuati da Frank Williams tendenti a stabilirsi come costruttore di F1, tra cui il primo tentativo con l'appoggio dello sponsor Marlboro e dell'Iso Rivolta nel 1974 e successivamente con la Wolf a cui Williams aveva ceduto il team, ma deluso dalla mancanza di successi chiuse momentaneamente con le vetture da competizione per dedicarsi alla costruzione di imbarcazioni. Nel 1976 l'allora trentaquattrenne Frank Williams, ottenuto l'appoggio di alcuni sponsor arabi, decise che era il momento giusto per dare vita ad un nuovo team di Formula 1 e coinvolse anche Head. Dopo un tentativo fallito, l'8 febbraio 1977 la Williams Grand Prix Engineering venne fondata da Williams e Head, che divisero la proprietà della società rispettivamente al settanta e al trenta per cento. Da allora in poi la storia tecnica di Head è rimasta legata alle sorti del team.
Molti degli ingegneri di Formula Uno, come Neil Oatley, Ross Brawn, Frank Dernie, Geoff Willis, Egbahl Hamidy ed Enrique Scalabroni hanno lavorato sotto la supervisione di Head all'inizio della loro carriera, e tutti hanno raggiunto posizioni di rilievo all'interno di altre squadre, mentre Adrian Newey, che aveva esordito in altre squadre realizzando vetture con novità aerodinamiche estreme ma poco competitive, ha cominciato a realizzare vetture vincenti proprio alla Williams sotto la supervisione di Head. Dopo l'ultima gara del campionato 2011 ha annunciato il suo ritiro dagli incarichi attinenti al team Williams di Formula 1. Nel 2012 ha iniziato a lavorare con la Williams Hybrid Power Ltd, che opera in un settore ad alta tecnologia riguardante il recupero energetico dei motori. Ha continuato il suo coinvolgimento in Williams Hybrid Power Limited fino a quando non è stato venduto a GKN nell'aprile 2014. Nel 2015 è stato nominato Cavaliere per i servizi resi agli sport motoristici. Nel marzo 2019 Head è tornato in Formula 1 dopo otto anni di assenza come consulente in Williams. Head non partecipa ai gran premi ma lavora nella sede a Grove. 

### Vicende giudiziarie
Per via dell'incidente mortale di Ayrton Senna avvenuto nel 1994, nel 2007 la Corte di cassazione ha respinto la richiesta di assoluzione per il tecnico inglese, all'epoca dei fatti direttore tecnico della Williams; la stessa Corte ha confermato a suo carico anche il giudizio di responsabilità per le modifiche male progettate e male eseguite, pur confermando la sentenza di prescrizione del processo d'appello.